# Moonta
Moonta (3 350 habitants) est une ville côtière du « triangle du cuivre ». Elle est située dans la péninsule de Yorke, en Australie-Méridionale, à 144 km au nord-nord-ouest d'Adélaïde, la capitale de l'état. Les villes de Kadina, Moonta et Wallaroo et leurs environs sont appelés quelquefois la « petite Cornouailles » en souvenir de tous les mineurs de cette région anglaise qui ont immigré ici à la fin du XIXe siècle.
Moonta est à environ 20 km au sud-ouest de Moonta et à 19 km au sud de Wallaroo, à 165 km au nord-nord-ouest d'Adélaïde.
Il semble que le nom de la ville soit d'origine aborigène et voudrait dire buissons impénétrables.